# Eidos Studios Hungary
Eidos Studios Hungary (сокр. Eidos Hungary) — венгерская студия по разработке компьютерных игр, автор популярной стратегической серии игр Battlestations, состоящей из двух игр: Battlestations: Midway и Battlestations: Pacific. Студия была образована в 2002 году как частная независимая компания и называлась Mithis Entertainment. В 2006 стала собственностью компании Eidos Interactive и была переименована в Eidos Studios Hungary. 19 апреля 2010 года Square Enix Europe подтвердила, что не собирается продвигать серию Battlestations и поэтому Eidos Studios Hungary была закрыта в 2010 году. Часть сотрудников перешла работать в Most Wanted Entertainment.

## Разработанные игры

### Mithis Entertainment
- 2004 — Nexus: The Jupiter Incident (Windows)
- 2005 — Creature Conflict: The Clan Wars (Windows)

### Eidos Hungary
- 2007 — Battlestations: Midway (Windows, Xbox 360)
- 2009 — Battlestations: Pacific (Windows, Xbox 360)